# Aleksandar Ćapin
Aleksandar Ćapin (ur. 6 października 1982 w Sarajewie) – słoweński koszykarz, występujący na pozycji rozgrywającego, posiadający także serbskie obywatelstwo, reprezentant Słowenii.

## Osiągnięcia
Na podstawie, o ile nie zaznaczono inaczej.
Drużynowe
- Mistrz:
  - Ligi Bałtyckiej (2010, 2011)
  - Litwy (2011)
  - Słowenii (2003)
  - Macedonii (2015)
  - Czarnogóry (2014)
- Wicemistrz:
  - Słowenii (2001, 2002)
  - Litwy (2010)
- Zdobywca pucharu:
  - Litwy (2011)
  - Czarnogóry (2014)
- Finalista Pucharu Słowenii (2001, 2002)
- Uczestnik rozgrywek EuroChallenge (2008–2010)

Indywidualne
- MVP:
  - Ligi Adriatyckiej (ABA – 2013)
  - kolejki ABA (16, 18, 21, 27 – 2012/2013)
- Debiutant roku niemieckiej ligi BBL (2004)
- Uczestnik meczu gwiazd ligi słoweńskiej (2003)
- Lider Ligi Adriatyckiej w:
  - średniej punktów (2013)
  - asystach (2013)

Reprezentacja
- Uczestnik:
  - mistrzostw Europy:
    - 2005 – 6. miejsce, 2007 – 7. miejsce
    - U–20 (2002 – 6. miejsce)

  - kwalifikacji do Eurobasketu (2005)